# Allocotocera
Allocotocera is een muggengeslacht uit de familie van de paddenstoelmuggen (Mycetophilidae).

## Soorten
- A. parvulus (Coquillett, 1901)
- A. pulchella (Curtis, 1837)